# 霍羅霍利納河

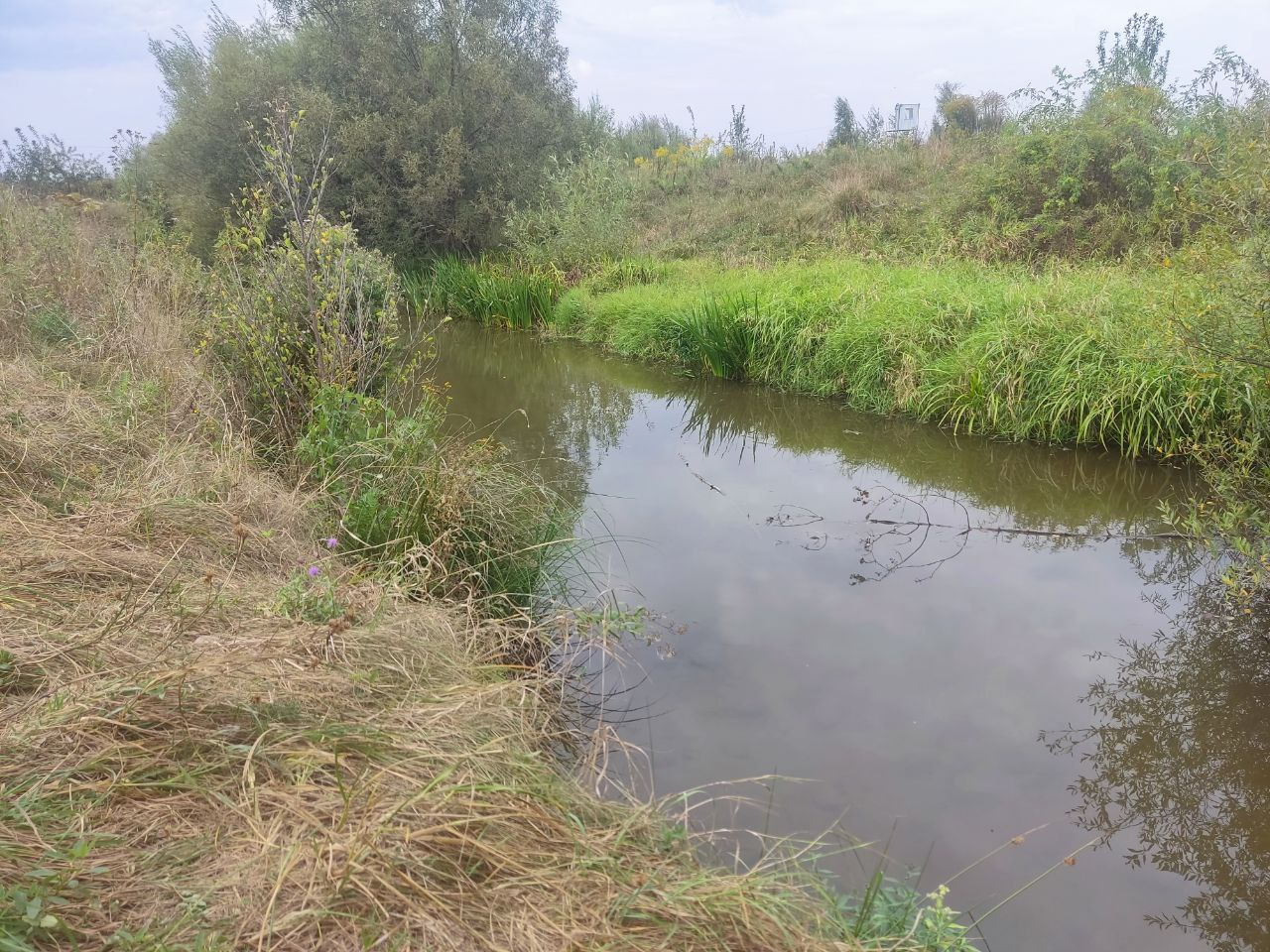
霍羅霍利納河

霍羅霍利納河（烏克蘭語：Горохолина），是烏克蘭的河流，位於該國西部，屬於維斯特里察-納德維爾尼揚斯卡河的左支流，發源自霍羅霍林利斯，流經伊萬諾-弗蘭科夫斯克州，河道全長28公里，流域面積71平方公里。